# 知花朝信

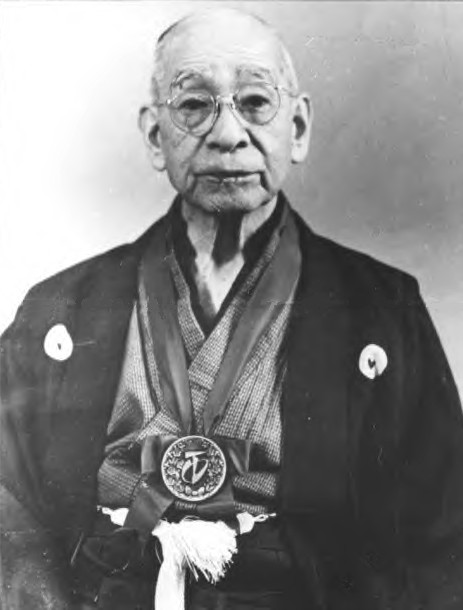
知花朝信

知花朝信（日语：／ Chibana Chōshin；1885年6月5日—1969年2月26日），向姓，沖繩著名空手家，也是空手道小林流的始祖。
知花朝信出生在首里鳥堀村（今那霸市首里鳥堀町），是琉球國第二尚氏王朝向氏知花殿內成員。其叔父知花朝章是第一任首里區區長，也是唐手家松村宗棍（武成達）的徒弟。1899年，15歲的知花朝信拜糸洲安恒為師學習唐手。最初入門請求被拒絕，但他先後三次請求入門感動了糸洲安恒，最終被收為徒弟。
知花朝信在糸洲安恒門下學習了13年唐手，此後的三四年間獨自修行，並於1918年在島堀町開設自己的道場，翌年將道場搬到那霸區的久茂地町。1926年，與本部朝勇、花城長茂（明增盛）、摩文仁賢和等人一起參加了沖繩唐手研究俱樂部。1933年，知花朝信自創了一個流派，命名為小林流。
二戰結束之後，知花朝信回到首里儀保町指導空手道。1948年，成立沖繩小林流空手道協會，知花朝信擔任第一代會長。1954年至1958年期間，擔任琉球警察首里警察署的空手道師範。
1956年，沖繩空手道聯盟成立，擔任第一任會長。1968年獲得勳四等瑞寶章。1969年逝世。
知花朝信最得意的型是「拔塞」（パッサイ）。其弟子有宮平勝哉、仲里周五郎、比嘉佑直、名嘉真朝增、島袋勝之、池原某、村上勝美、米澤次男等人。